# 7 Seeds
7SEEDS (7SEEDS セブンシーズ?, Sebun Shīzu) è un manga giapponese fantascientifico scritto e illustrato da Yumi Tamura. È in corso di pubblicazione da parte di Shogakukan da novembre 2001, prima serializzato sulla rivista Bessatsu Shōjo Comic e in seguito su Flowers. La serie è ambientata in un futuro postapocalittico, dove in seguito alla caduta di un meteorite sulla Terra si sono evolute nuove specie, e segue le lotte di cinque gruppi di giovani adulti per la propria sopravvivenza dopo che sono stati fatti rivivere dalla conservazione crionica. Il titolo deriva dai sette rifugi di approvvigionamento, chiamati "seeds", stabiliti dal governo giapponese. Nel 2007 la serie ha vinto lo Shogakukan Manga Award nella categoria manga shōjo. Una serie anime è stata prodotta e pubblicata in streaming da Netflix.

## Ambientazione
7SEEDS si svolge un numero imprecisato di anni dopo la collisione di un grande meteorite con la Terra. Come risultato dell'impatto, il clima in Giappone è cambiato notevolmente rispetto a come lo conoscevano i personaggi ai giorni nostri. Nella regione del Kansai ci sono soltanto due stagioni, una con clima secco e una più lunga molto piovosa. Takahiro del gruppo Inverno descrive gli inverni dell'isola settentrionale di Hokkaidō con un clima del tutto mite e simile a quello che vi era nella Prefettura di Kanagawa, ove lui è cresciuto. Inoltre, il livello del mare è aumentato notevolmente: la città bassa di Yokohama è completamente sommersa, soltanto le dita della mano della statua nel Nagasaki Peace Park sono al di sopra della superficie dell'acqua. Anche la geografia del Giappone è cambiata: in seguito ad un'eruzione del Monte Aso, il Kyūshū si è diviso in due isole, e la regione del Kansai è separata dalla centrale Honshū da un ampio stretto. La serie mostra un Giappone in cui, a seguito del cambiamento ambientale e dell'estinzione di varie specie, gli ecosistemi sono mutati e diverse nuove specie di animali e piante sono comparse e si sono evolute.

## Trama
Quando gli astronomi predissero che la Terra sarebbe stata colpita da un meteorite, i principali uomini al potere nel mondo si trovarono per sviluppare un piano per la sopravvivenza degli umani, noto come il progetto Seven Seeds. Ogni nazione dovrà preservare crionicamente un numero di giovani individui in buona salute, che avrebbero permesso al gene umano di sopravvivere alla devastazione che sarebbe seguita all'impatto. Una volta che un computer determinerà che la Terra sarebbe stata nuovamente vivibile, ogni gruppo di individui sarebbe stato fatto rivivere.
Il governo giapponese ha creato cinque gruppi di sopravvissuti denominati Inverno, Primavera, Estate A, Estate B e Autunno. Ogni gruppo è composto da sette membri, i quali non sono a conoscenza di ciò che è avvenuto prima che fossero messi in preservazione criogenica, e da una guida adulta che è addestrata nelle tecniche di sopravvivenza. Questi gruppi sono sparpagliati per tutto il Giappone: i gruppi estivi sono nel Kyūshū meridionale e settentrionale, il gruppo Autunno nell'occidentale Honshū, il gruppo Primavera nella regione centrale dell'Honshū vicino a Tokyo e il gruppo Inverno si trova nella regione dell'Hokkaidō. Il progetto ha previsto la preparazione anche di nascondigli sigillati contenenti dei semi e dei libri didattici, posizionati vicino ai "sette Fuji". Questi sette Fuji sono collegati al noto Fuji, bensì sono punti di riferimento regionali chiamati anche Fuji: 
- il Bungo Fuji nella Prefettura di Ōita è il monte Yufudake, dove il nascondiglio è marcato da una statua dei Dainichi di Buddha;
- l'Ogino Fuji nella Prefettura di Kanagawa è il monte Kyogatake, dove il nascondiglio è marcato da una statua di Monjubosatsu, il bodhisattva Mañjuśrī;
- il Kobe Fuji nella Prefettura di Hyōgo è il monte Futatabi delle montagne Rokkō;
- il Natori Fuji nella Prefettura di Miyagi è il monte Taihaku, vicino a Sendai, dove il nascondiglio è marcato da una statua di Kokūzō;
- l'Akan Fuji nella regione di Hokkaidō è il monte Meakandake, dove il nascondiglio è marcato da una statua di Senju-Kannon, la dea della misericordia.

Risvegliati dal sonno criogenico molti anni dopo, i giovani sopravvissuti si ritrovano in mezzo ad un ambiente ostile, privo di forme di vita umane. Il Giappone dove sono nati è cambiato notevolmente e, completamente soli, si ritrovano a dover sopravvivere contando soltanto sulle loro forze nel nuovo mondo.

## Media

### Manga
7SEEDS è scritto e illustrato da Yumi Tamura e pubblicato da Shogakukan. Iniziò la sua serializzazione nel numero di novembre 2001 della rivista mensile per manga shōjo Betsucomi; nel marzo 2002 la serie si spostò sulla rivista mensile di manga josei Flowers. La serie è terminata ne luglio 2017 a quasi sedici anni dall'inizio delle pubblicazioni e i capitoli sono stati raccolti in 35 volumi tankōbon, editi da Shogakukan sotto l'etichetta Flower Comics. Nella raccolta, questi volumi sono stati raggruppati in diverse parti chiamate "Chapters" (capitoli), ciascuno dei quali incentrato su un diverso gruppo di sopravvissuti, i cui titoli che contengono una parte kigo (parola stagionale), appropriata per il nome del gruppo. Oltre che in giapponese, 7SEEDS è pubblicato dal 2010 anche in francese da Pika Édition.

### Radio drama
7SEEDS fu adattato in un radio drama che fu trasmesso dal 9 dicembre 2003 al 6 febbraio 2004. I nove episodi furono raccolti in 3 drama CD:
- 7SEEDS 1, pubblicato il 26 marzo 2004, incentrato sul gruppo estivo B e drammatizza gli eventi del volume 1 del manga.
- 7SEEDS 2, pubblicato il 23 aprile 2004, incentrato sul gruppo invernale e drammatizza gli eventi del volume 4 del manga.
- 7SEEDS 3, pubblicato il 21 maggio 2004, incentrato sul gruppo primaverile e drammatizza gli eventi dei volumi 2 e 3 del manga.

### Anime
La produzione di un anime è stata annunciata il 26 novembre 2018. La serie televisiva è stata prodotta dallo studio d'animazione Gonzo e diretta da Yukio Takahashi, con Touko Machida accreditata per la composizione serie; Youko Satou si è occupato di delineare l'aspetto dei personaggi. Originariamente programmata per essere distribuita su Netflix nell'aprile 2019, la pubblicazione è stata posticipata a giugno 2019 a causa di alcuni ritardi in fase di produzione. La cantante majiko ha interpretato il brano usato come sigla di chiusura, "WISH".

#### Episodi
| Nº | Titolo italiano Giapponese 「Kanji」 - Rōmaji   | In onda        | In onda        |
| Nº | Titolo italiano Giapponese 「Kanji」 - Rōmaji   | Giapponese     | Italiano       |
| 1  | L'inizio della primavera 「立春」 - Risshun     | 28 giugno 2019 | 28 giugno 2019 |
| 2  | Il risveglio degli insetti 「啓蟄」 - Keichitsu | 28 giugno 2019 | 28 giugno 2019 |
| 3  | Neve leggera 「小雪」 - Shōsetsu                | 28 giugno 2019 | 28 giugno 2019 |
| 4  | L'inizio dell'autunno 「立秋」 - Risshū         | 28 giugno 2019 | 28 giugno 2019 |
| 5  | Neve pesante 「大雪」 - ōyuki                   | 28 giugno 2019 | 28 giugno 2019 |
| 6  | Pioggia primaverile 「穀雨」 - Kokuu            | 28 giugno 2019 | 28 giugno 2019 |
| 7  | Solstizio d'inverno 「冬至」 - Tōji             | 28 giugno 2019 | 28 giugno 2019 |
| 8  | Solstizio d'estate 「夏至」 - Geshi             | 28 giugno 2019 | 28 giugno 2019 |
| 9  | Caldo moderato 「小暑」 - Shōsho                | 28 giugno 2019 | 28 giugno 2019 |
| 10 | Rugiada fredda 「寒露」 - Kanro                 | 28 giugno 2019 | 28 giugno 2019 |
| 11 | Caldo intenso 「大暑」 - Taisho                 | 28 giugno 2019 | 28 giugno 2019 |
| 12 | La fine del caldo 「処暑」 - Shosho             | 28 giugno 2019 | 28 giugno 2019 |

## Accoglienza
7SEEDS ha vinto nel 2007 lo Shogakukan Manga Award nella categoria per manga shōjo. La serie risulta essere tra i manga più venduti in Giappone, avendo venduto più di 10 milioni di copie a settembre 2008; il volume 12 ha raggiunto la settima posizione nella lista dei best seller di Tohan e il volume 13 ha raggiunto la decima posizione nella stessa classifica.